# Tołbaczik
Tołbaczik (ros. Толбачик) – kompleks stratowulkanów znajdujących się w południowo-zachodniej części Kluczewskiej grupy wulkanów, na półwyspie Kamczatka w Rosji. W skład kompleksu wchodzi Płaski Tołbaczik oraz Ostry Tołbaczik.

## Ostry Tołbaczik
Jest to wygasły stratowulkan o wysokości 3682 metrów, najwyższy punkt wysokościowy kompleksu Tołbaczik. Badania naukowe wskazują, że ostatnia erupcja miała miejsce w okresie holocenu. Część jego stoków pokrywa lodowiec o powierzchni ok. 7 km².

## Płaski Tołbaczik
W odróżnieniu od Ostrego Tołbaczika, jest to wulkan tarczowy, powstały około 6500 lat temu i wciąż aktywny. Jego wysokość wynosi 3140 metrów. Historia jego erupcji sięga kilku tysięcy lat wstecz, największe historyczne wybuchy wielokrotnie odnotowano w czasach nowożytnych m.in. w latach: 1740, 1769, 1788, 1790 i 1793, jak również w czasach współczesnych, między innymi w roku: 1904, 1931, w okresie 1939–1941 i w 1954. Według skali eksplozywności wulkanicznej były to najczęściej erupcje o sile około VEI =3 lub niższe.
Największa dotychczas erupcja Płaskiego Tołbaczika nastąpiła w 1975 roku i trwała aż do roku grudnia 1976 roku. Siła tej erupcji została oceniona przez naukowców, również z rosyjskiego Instytutu Wulkanologii, jako VEI = 4+; erupcję poprzedziło wiele trzęsień ziemi. Skutkiem wielokrotnych erupcji w tym okresie było powstanie kilku nowych stożków żużlowych; pod względem wyemitowanej ilości lawy, była to jak dotąd największa bazaltowa erupcja na Kamczatce.
Ostatnia erupcja tego wulkanu po trwającym 36 lat uśpieniu, rozpoczęła się 27 listopada 2012 roku, emisja lawy bazaltowej wystąpiła z dwóch szczelin wulkanicznych. W dniu 29 listopada wybuchom wulkanu przypisano „czerwony” (najwyższy) kod zagrożenia lotniczego, ale następny dzień kod zmieniono na „pomarańczowy”, gdyż podczas przelotu nad kraterem erupcję sklasyfikowano jako erupcję typu strombolijskiego, charakteryzującą się małą emisją gazów i popiołów.
Aktywność wulkaniczna obiektu, wyzwalająca nowe erupcję, trwa również w lutym 2013. Dotychczas skutkami wzmożonej aktywności począwszy od pierwszego dnia erupcji są: pożary lasu otaczającego wulkan oraz całkowicie zniszczona baza badawcza Instytutu Wulkanologii i Sejsmologii Rosyjskiej Akademii Nauk „Leningradzka” i bazy rezerwatu przyrody „Wulkany Kamczatki”. Mimo wielu zakazów zbliżania się do wulkanu i niebezpieczeństwa pogorszenia się tamtejszej sytuacji, zanotowano duży wzrost przyjazdu turystów, chętnych do obejrzenia erupcji.